# أميلي دو مونشالان
أميلي دو مونشالان (بالفرنسية: Amélie de Montchalin) (ولدت: 19 يونيو / حُزيران 1985 في ليون) سياسية فرنسية.

## الحياة السياسية المبكرة
في البداية كانت قريبة من حزب الاتحاد من أجل حركة شعبية، انضمت إلى الجمهورية إلى الأمام في آذار / مارس 2016.
تم انتخابها كعضو في البرلمان في الانتخابات التشريعية لعام 2017 في الدائرة السادسة من إيسون، وهي عضو في لجنة المالية، حيث تولت مهامها في الفترة من 2017 إلى 2018 كمنسقة لمجموعة الجمهورية إلى الأمام. وهي المقرر البرلماني لمشروع قانون الموازنة لعام 2018. ومن 2018 إلى 2019، كانت أول نائبة لرئيس مجموعة الجمهورية إلى الأمام.

## النشأة
تنحدر (من قبل والدتها) من مجموعة طويلة من المزارعين من هضبة ساكلي، ولدت أميلي بومير في الحي الثامن بمدينة ليون ونشأت بعد التغييرات المهنية العديدة لوالدها برنارد بومير، الذي شغل مناصب عليا. كان جدها روبرت بومير (1879-1970)، مهندساً عاماً في التسلح.

## توجهها السياسي
تم تعيينها وزيرة للخارجية الأوروبية في 31 آذار / مارس 2019، خلفاً لـ نتالي لوازو، في عهد الرئيس إيمانويل ماكرون .